# 飞翔公园站
飞翔公园站是廣州地鐵二號線的車站，位於中国广东省廣州市白云区雲城南一路南側、白雲國際機場舊址南端的地底，于2010年9月25日啟用。

## 車站結構

### 車站樓層
飞翔公园站共有兩層。地面為雲城南一路、雲城東路、雲城西路；地下一層為站厅以及2號綫月台；地下二層為聯絡通道。
| 地下一层 | 西站廳   | 售票機、客服中心、商店、安检设施         |  |  |
|          | 侧式站台 |                                          |  |  |
|          | 2 站台   | █2号线 广州南站方向（下站：三元里）      |  |  |
|          | 1 站台   | █2号线 嘉禾望岗方向（下站：白云公园）    |  |  |
|          | 侧式站台 |                                          |  |  |
|          | 东站廳   | 售票機、客服中心、商店、警务室、安检设施 |  |  |
| 地下二层 | 联络通道 | 付费区来往两侧站台                       |  |  |

### 站厅
飞翔公园站分為东西兩個站廳，均位于地下一层。兩個站廳在非付費區並不相通。東站厅、西站厅及兩個月台由兩條路軌下方的付费区联络通道連接。
此外，本站設有便利店以及鸭脖店等商店，以及自助售卡/充值机等设施。

### 月台
飞翔公园站設有兩個側式月台，位於舊白雲機場中軸線地底。两个月台在乘客眼中看似兩個位於不同層數的單向式月台，但事實上它們是對向式月台設計，只是兩個月台之間被牆壁完全阻隔，令乘客無從得知兩月台位於同一層，与2号线白云公园站至黃邊站車站設計類似。

月台全景图（嘉禾望岗方向）

### 出入口
飞翔公园站共设有两个出入口，各站厅均设一个出入口。此外，西站厅另有一个出口通往无限极广场，未设置编号。
|                                                     |                                                           |      |            |                                                    |
| 編號                                                | 设施                                                      | 照片 | 出口指示   | 建議前往的目的地                                   |
| 东站廳                                              |                                                           |      |            |                                                    |
| A                                                   | 盲道标志 · 轮椅升降台标志 · 无障碍通道标志 · 扶手电梯标志 |      | 云城南一路 | 云城东路、地铁飞翔公园站公交总站、飞翔公园公交车站 |
| 西站廳                                              |                                                           |      |            |                                                    |
| C                                                   | 盲道标志 · 轮椅升降台标志 · 无障碍通道标志 · 扶手电梯标志 |      | 云城南一路 | 云城西路、无限极广场                               |
| 註： 設有 \| 設有 \| 設有輪椅升降台 \| 設有扶手電梯 |                                                           |      |            |                                                    |

## 接駁交通
| 编号 | 编号 | 线路               | 线路 | 线路               | 收费 | 备注          |
| ---- | ---- | ------------------ | ---- | ------------------ | ---- | ------------- |
|      | 479  | 景泰直街           | ↻    | 地铁飞翔公园站     | 2元  |               |
|      | 975  | 雲城南二路         | ⇆    | 西灣路（唐寧花園） | 2元  |               |
|      | 980  | 汇侨新城           | ↻    | 地铁飞翔公园站     | 2元  |               |
|      | 981  | 机场路             | ⇆    | 永泰新村           | 2元  |               |
|      | 夜75 | 广州白云站公交总站 | ↻    | 地鐵飛翔公園站     | 3元  | 980路附属线路 |
|      | 夜82 | 景泰直街           | ↻    | 地铁飞翔公园站     | 3元  | 479路附属线路 |

| 编号 | 编号 | 线路               | 线路 | 线路               | 收费 | 备注           |
| ---- | ---- | ------------------ | ---- | ------------------ | ---- | -------------- |
|      | 661  | 地鐵飛翔公園站     | ↻    | 地鐵飛翔公園站     | 2元  | 經瑤台、三元里 |
|      | 662  | 地鐵飛翔公園站     | ⇆    | 广州白云站公交总站 | 2元  |                |
|      | 742  | 石井鸦岗           | ⇆    | 地铁飞翔公园站     | 2元  |                |
|      | 752  | 地鐵飛翔公園站     | ↺    | 地鐵飛翔公園站     | 2元  |                |
|      | 795  | 地鐵飛翔公園站     | ↺    | 大金钟路           | 2元  |                |
|      | 982  | 夏茅（白云湖公园） | ⇆    | 地铁飞翔公园站     | 2元  |                |

## 利用狀況
由於車站開通時，舊機場南端地塊仍未得到有效開發，位處其中的飛翔公園站因而被荒地所包圍，兩個出入口皆處於荒地之中。現時車站对面为无限极广场，東北四百多米有萬達廣場，往西及往東數百米则是住宅林立的遠景地區和白雲大道南一帶的景泰地區。因此本站乘客以來自這兩個地區的居民為主，以及前往萬達廣場消費休閒的市民。
本站來往樂嘉路一帶只有400米，因此本站成為樂嘉路一帶居民的主要出行途徑。而從本站來往遠景路一帶，由於現時道路規劃尚未完善，乘客需繞經機場路、樂嘉路和雲城西路交界的T字路口，步行接近一公里，較為不便。
在8號線北延段以及14號線二期開通之前，部分新市、石井以及同德圍的居民會乘坐公交前往本站轉乘地鐵。因而本站早晚高峰客流较大，其余时间客流只屬一般，節假日期間會略有上升。
此外，本站会视情况在节假日期间实行限流措施，以缓解广州火车站的客流压力。

## 历史
飞翔公园站最早出现于1997年出現的《廣州市城市快速軌道交通線網規劃研究（最終報告）》中，是2號線拆分后的一个沿线车站，由于当时规划线路的北段是沿機場路和106國道行走，中途在机场路远景附近设置车站，当时规划命名称为远景站。後來在2000年方案中，由于旧机场已落实迁往花都，因此三元里以北的2号线北段线路也改為沿舊白雲機場中軸線行走，当时规划命名称为云城站，位置亦变更为现时位置。
因车站附近规划建设“飞翔公园”，本站于2010年2月定名为飞翔公园站。惟“飞翔公园”因故迟迟未能建设，不少市民被地铁站名误导。因“名不副实”，本站与同属二号线的白云公园、白云文化广场三站被市民戏称为「白云三骗子」。直到2022年6月，位于车站A、C出口间才出现“白云新城飞翔口袋公园”，该公园建成开放的同时打通了两个出口之间的通道。
車站于2007年正式动工；2010年9月25日，本站随新二号线、八号线开通运营而正式启用。
2022年疫情期间，本站曾多次受防控措施影响而需要调整服务。4月疫情期间，本站于4月9日至4月17日暂停运营；年末疫情期间，本站于11月21日至27日暂停运营。